# Ville-devant-Chaumont
Ville-devant-Chaumont is een gemeente in het Franse departement Meuse (regio Grand Est) en telt 56 inwoners (2009).
De plaats maakt deel uit van het kanton Montmédy in het arrondissement Verdun. Tot 1 januari 2015 was het deel van het kanton Damvillers, dat op die dag werd opgeheven.

## Geografie
De oppervlakte van Ville-devant-Chaumont bedraagt 4,1 km², de bevolkingsdichtheid is dus 13,7 inwoners per km².
Het plaatsje ligt aan de Thinte.
De onderstaande kaart toont de ligging van Ville-devant-Chaumont met de belangrijkste infrastructuur en aangrenzende gemeenten.

## Demografie
Onderstaande figuur toont het verloop van het inwonertal (bron: INSEE-tellingen).